# SKR
«SKR» es el primer sencillo de la banda de rock alternativa mexicana Zoé desprendió del álbum Sonidos de karmática resonancia. La canción se dio a conocer el 14 de mayo del 2020 y el videoclip se lanzó en el canal de la banda el mismo día de lanzamiento donde obtuvo 125,000 visitas en un día, actualmente cuenta con más de 14 millones de vistas.

## Historia
El teaser se estrenó el 8 de mayo en su canal de YouTube y publicaron en su página de Twitter la letra.
Según León Larregui autor de canción, está habla de habla sobre la esperanza de volver a creer tras una relación tormentosa amorosa del pasado.

## Lista de canciones

### Descarga digital[9]
| SKR — Single |        |          |  |
| N.º          | Título | Duración |  |
| 1.           | «SKR»  | 5:17     |  |